# Vârtoape
Vârtoape è un comune della Romania di 3 059 abitanti, ubicato nel distretto di Teleorman, nella regione storica della Muntenia.
Il comune è formato dall'unione di 3 villaggi: Gărăgău, Vârtoapele de Jos, Vârtoapele de Sus.
La sede comunale è ubicata nell'abitato di Vârtoapele de Sus.